# Marsz śmierci (film)
Marsz śmierci (tytuł oryginalny: Igmanski marš, inny tytuł: Marsz na górę Igman) – jugosłowiański film fabularny z 1983 roku, na motywach powieści "Igmancy" Živojina Gavrilovicia.

## Opis fabuły
Pod koniec stycznia 1942 r. I Brygada Proletariacka Narodowej Armii Wyzwolenia Jugosławii została okrążona na górze Romanija niedaleko Sarajewa. Aby uratować jednostkę jej dowódcy podejmują decyzję o nocnym przejściu (27/28 stycznia) przez masyw Igman przy mrozie sięgającym 40 st.C, pod bokiem Niemców, tak aby możliwe stało się połączenie z głównymi siłami, dowodzonymi przez Josipa Broza Tito w rejonie Fočy.
Zasadnicza część filmu odtwarza w monotonny sposób marsz w śnieżnej zamieci. Jednym z najbardziej koszmarnych elementów filmu są sceny szpitalne, zwłaszcza pokazana z pełnym realizmem scena amputacji palców.
Film był rozpowszechniany w Polsce, także na kasetach VHS.

## Główne role
- Lazar Ristovski jako Josip Broz Tito
- Žarko Laušević jako Miljan
- Tihomir Arsić jako Čajka
- Velimir Bata Živojinović jako Baca
- Slavko Štimac jako Gane Truba
- Aleksander Berček jako dr Relja
- Željka Cvjetan jako Wiera
- Ratko Polić jako Berto
- Milan Štrljić jako Zare
- Milena Zupančić jako Anoczka
- Danilo Lazović jako Nikola